# Ravena (grupo)
Ravena  foi um girl group brasileiro de música pop, formado na primeira temporada do reality show X Factor. o grupo era composto por Jack Oliveira, Júlia Rezende e Lais Bianchessi. A formação original incluía Lara Dominic, que anunciou sua saída oficialmente em janeiro de 2017. Elas assinaram um contrato conjunto com a Midas Music, que pertence a Rick Bonadio, que foi um dos mentores da edição. O grupo encerrou as atividades oficialmente em 30 de abril de 2019.

## História
Em 2016, Júlia, Jack, Lara fizeram o teste como solistas, e Lais, integrando o grupo Triô, fez o teste como grupo para a primeira edição do X Factor com sucesso, mas nenhuma delas conseguiu passar na segunda etapa do centro de treinamento. No entanto, Rick Bonadio sugeriu em conversa com os demais jurados dar-lhes outra chance na categoria Grupos. As três participantes eliminadas foram, então, convocadas juntamente com a Lais, que foi a única convocada do grupo eliminado Triô, a continuarem na competição em forma de girl band caso todas aceitassem. Elas aceitaram, finalmente chegando à 3ª etapa e passando a ser orientadas por Paulo Miklos. Com o quarteto recém-formado, as garotas tinham a missão de fazer sua primeira apresentação e, também, de revelar o nome que escolheram. Para o mentor Paulo Miklos e para a jurada auxiliar, Fernanda Abreu, as meninas expuseram a dúvida de nomear o grupo entre "Alquimia" e "Ravena", palavra que significa "a ave que voa mais alto". Depois de cantarem Rather Be, de Clean Bandit, nessa primeira apresentação, a escolha foi unânime: a girl band se chamaria Ravena. Na final do programa, elas cantaram "Sim ou Não" da Anitta e alcançaram o terceiro lugar na competição.
Em 9 de janeiro de 2017, Lara Dominic anunciou sua saída do grupo. Ela descartou que o motivo de seu desligamento tivesse a ver com carreira solo. Lara admitiu que a causa foram problemas de entrosamento, falta de sintonia com as demais integrantes. Em 29 de Agosto de 2017 o grupo lançou o EP Maravilhosa, o primeiro da carreira. O EP foi produzido por Rick Bonadio e Renato Patriarca e teve como primeiro single “É Assim Que Se Faz”. No dia 30 de abril de 2019, elas anunciaram o fim do grupo.

## Integrantes
| Nome            | Região         | Situação |
| --------------- | -------------- | -------- |
| Jack Oliveira   | São Paulo, SP  | 2016–19  |
| Júlia Rezende   | Uberlândia, MG | 2016–19  |
| Lais Bianchessi | Londrina, PR   | 2016–19  |
| Lara Dominic    | Belém, PA      | 2016–17  |

## Filmografia
| Ano  | Título      | Papel       | Notas                                   |
| ---- | ----------- | ----------- | --------------------------------------- |
| 2016 | X Factor    | Elas Mesmas | Finalista; 3° Lugar                     |
| 2017 | Altas Horas | Elasesmas   | Performance de "Wannabe" de Spice Girls |

## Prêmios e indicações

### Prêmio Jovem Brasileiro
| Ano  | Categoria | Resultado | Ref           |
| ---- | --------- | --------- | ------------- |
| 2017 | Aposta    | Venceu    | [ 13 ]        |
| 2018 | Banda     | Indicado  | [ 14 ] [ 15 ] |

### Enquetes Digitais
| Prêmio          | Ano  | Categoria          | Indicação                | Resultado | Ref    |
| --------------- | ---- | ------------------ | ------------------------ | --------- | ------ |
| Prêmio Loleepop | 2017 | Melhor Grupo       | Ravena                   | Indicado  | [ 16 ] |
| Prêmio Loleepop | 2017 | Clipe do Ano       | Maravilhosa              | Venceu    | [ 16 ] |
| Prêmio Loleepop | 2017 | Álbum/EP           | "Maravilhosa"            | Indicado  | [ 16 ] |
| Prêmio Loleepop | 2017 | Melhor Performance | "Maravilhosa audio club" | Venceu    | [ 16 ] |

## Discografia

### Extended play(EP)
| EP          | Detalhes                                                                                 |
| ----------- | ---------------------------------------------------------------------------------------- |
| Maravilhosa | - Lançamento: 29 de agosto de 2017 - Formatos: download digital - Gravadora: Midas Music |

## Singles
| Título               | Ano  | Álbum                         |
| -------------------- | ---- | ----------------------------- |
| "É Assim Que Se Faz" | 2017 | Maravilhosa                   |
| "Maravilhosa"        | 2017 | Maravilhosa                   |
| "Pagar o Preço"      | 2018 | Não adicionado à nenhum álbum |

## Vídeos musicais
| Título               | Ano  | Diretor     |
| -------------------- | ---- | ----------- |
| "É Assim Que Se Faz" | 2017 | Mess Santos |
| "Maravilhosa"        | 2017 | Mess Santos |